# 水晶乡 (象州县)
水晶乡，是中华人民共和国广西壮族自治区来宾市象州县下辖的一个乡镇级行政单位。

## 行政区划
水晶乡下辖以下地区：
水晶村、新村、迷塘村、竹山村、龙团村、马旦村、雷安村、甫上村和中虎岭林场生活区。